# Peres–Horodecki-kritérium
A Peres–Horodecki-kritérium egy szükséges feltétel arra, hogy az A és B kvantummechanikai rendszerek közös {\displaystyle \rho } sűrűségmátrixa szeparálható állapotú legyen. Nevezik még PPT kritériumnak is, ahol a PPT a pozitív-szemidefinit parciális transzponáltra utal. A 2×2 és a 2×3 dimenzióban a feltétel nem csak szükséges, hanem elégséges is. Magasabb dimenziókban a teszt inkonklúzív, és bonyolultabb tesztekkel kell kiegészíteni. Arra használják, hogy bizonyítsák, hogy egy kevert állapot összefonódott, más szavakkal nem szeparálható. Tiszta állapotok esetén erre a Schmidt-dekompozíció is alkalmazható.

## Definíció
Ha a {\displaystyle {\mathcal {H}}_{A}\otimes {\mathcal {H}}_{B}} Hilbert téren van egy {\displaystyle \rho } általános állapotunk, amelyre
{\displaystyle \rho =\sum _{ijkl}p_{kl}^{ij}|i\rangle \langle j|\otimes |k\rangle \langle l|},
akkor annak (B-szerinti) részleges transzponáltja a következő
{\displaystyle \rho ^{T_{B}}:=(I\otimes T)(\rho )=\sum _{ijkl}p_{kl}^{ij}|i\rangle \langle j|\otimes (|k\rangle \langle l|)^{T}=\sum _{ijkl}p_{kl}^{ij}|i\rangle \langle j|\otimes |l\rangle \langle k|=\sum _{ijkl}p_{lk}^{ij}|i\rangle \langle j|\otimes |k\rangle \langle l|}.
Meg kell jegyezni, hogy a névben szereplő részleges arra utal, hogy az állapotot csak az egyik részrendszer szerint transzponálták.
Ez a definíció jobban megérthető, ha az állapotot blokk-mátrixként írjuk:
{\displaystyle \rho ={\begin{pmatrix}A_{11}&A_{12}&\dots &A_{1n}\\A_{21}&A_{22}&&\\\vdots &&\ddots &\\A_{n1}&&&A_{nn}\end{pmatrix}},}
ahol {\displaystyle n=\dim {\mathcal {H}}_{A}}, és minden blokk egy {\displaystyle m=\dim {\mathcal {H}}_{B}}-dimenziójú négyzetes mátrix. A parciális transzponált ezek után a következő lesz:
{\displaystyle \rho ^{T_{B}}={\begin{pmatrix}A_{11}^{T}&A_{12}^{T}&\dots &A_{1n}^{T}\\A_{21}^{T}&A_{22}^{T}&&\\\vdots &&\ddots &\\A_{n1}^{T}&&&A_{nn}^{T}\end{pmatrix}}.}
A kritérium megállapítja, hogy ha {\displaystyle \rho \;\!} szeparálható, akkor {\displaystyle \rho ^{T_{B}}} minden sajátértéke nem-negatív. Ezek alapján, ha {\displaystyle \rho ^{T_{B}}}-nek van negatív sajátértéke, akkor a {\displaystyle \rho } állapot összefonódott.
Az összefüggés fordított irányban is igaz, ha a rendszer {\displaystyle 2\times 2} vagy {\displaystyle 2\times 3} méretű.
Nem számít, hogy melyik részrendszer szerint végezzük a parciális transzponálást, mivel {\displaystyle \rho ^{T_{A}}=(\rho ^{T_{B}})^{T}}.

## Példa
Tekintsük a 2-qubites Werner-állapotokat:
{\displaystyle \rho =p|\Psi ^{-}\rangle \langle \Psi ^{-}|+(1-p){\frac {I}{4}}.}
Egy ilyen kvantumállapot a {\displaystyle |\Psi ^{-}\rangle } és a maximálisan kevert állapot keveréke. A sűrűségmátrixa a következő:
{\displaystyle \rho ={\frac {1}{4}}{\begin{pmatrix}1-p&0&0&0\\0&p+1&-2p&0\\0&-2p&p+1&0\\0&0&0&1-p.\end{pmatrix}}}
A sűrűségmátrix parciális transzponáltja:
{\displaystyle \rho ^{T_{B}}={\frac {1}{4}}{\begin{pmatrix}1-p&0&0&-2p\\0&p+1&0&0\\0&0&p+1&0\\-2p&0&0&1-p.\end{pmatrix}}}
A parciális transzponált legkisebb sajátértéke {\displaystyle (1-3p)/4}. Így az állapot összefonódott, ha {\displaystyle 1\geq p>1/3}.

## Bizonyítás
Ha ρ szeparálható állapot, akkor felírható
{\displaystyle \rho =\sum p_{i}\rho _{i}^{A}\otimes \rho _{i}^{B}}
alakban. Ebben az esetben a parciális transzponálás hatása triviális:
{\displaystyle \rho ^{T_{B}}=I\otimes T(\rho )=\sum p_{i}\rho _{i}^{A}\otimes (\rho _{i}^{B})^{T}.}
Mivel a transzponálás mint leképezés nem változtatja a sajátértékeket, a {\displaystyle (\rho _{i}^{B})^{T}} spektruma ugyanaz, mint a {\displaystyle \rho _{i}^{B}\;\!} spektruma, és a {\displaystyle (\rho _{i}^{B})^{T}} pozitív-szemidefinit. Így {\displaystyle \rho ^{T_{B}}} is pozitív-szemidefinit kell legyen. Vagyis minden szeparálható állapot parciális transzponáltja pozitív-szemidefinit. Ezzel bebizonyítottuk, hogy a PPT-kritérium szükséges feltétele a szeparabilitásnak.

## Folytonos változójú kvantumrendszerek
A Peres–Horodecki-kritérimot kiterjesztették folytonos változójú kvantumrendszerekre. Simon  a PPT kritérium olyan változatát mutatta be, amely a kanonikus változók második momentumaival van kifejezve. Azt is megmutatta, hogy ez szükséges és elégséges feltétel összefonódottságra két, Gauss-i állapotban levő módus esetén. Ref. egy ekvivalens módszert mutat be. Később azt találták , hogy a kritérium szükséges és elégséges, hogy összefonódottságot detektáljon egy kétrészű rendszerben, amelyben az egyik részrendszer egy módus, a másik egynél több módus, ha a rendszer Gauss-i állapotban van. Ezzel szemben, már nem  szükséges és elégséges feltétel egy olyan kétrészű rendszerben, ahol mindkét részrendszer két módusból áll. A módszer általánosítható úgy, hogy a kanonikus változók magasabb mometumait is figyelembe vesszük  vagy ha entropikus mértékeket használunk.

## Szimmetrikus rendszerek
Szimmetrikus kétrészű rendszerek esetén a parciális transzponált pozitivitása bizonyos kéttest-korrelációk előjelével van kapcsolatban. Itt szimmetrián azt értjük, hogy a sűrűségmátrix kielégíti a
{\displaystyle \rho F_{AB}=F_{AB}\rho =\rho ,}
egyenletet, ahol {\displaystyle F_{AB}} a „flip” vagy „swap” operátor, amely megcseréli az {\displaystyle A} és {\displaystyle B} állapotát. 
Megmutatható, hogy ilyen állapotokra {\displaystyle \rho } parciális transzponáltja akkor és csak akkor pozitív, ha
{\displaystyle \langle M\otimes M\rangle _{\rho }\geq 0}
minden {\displaystyle M} operátorra igaz. Így, ha {\displaystyle \langle M\otimes M\rangle _{\rho }<0} igaz valamilyen {\displaystyle M}-re, akkor az állapot összefonódott és nem PPT.

## Fordítás
Ez a szócikk részben vagy egészben  a   Peres–Horodecki_criterion című angol Wikipédia-szócikk ezen változatának fordításán alapul.  Az eredeti cikk szerkesztőit annak laptörténete sorolja fel. Ez a jelzés csupán a megfogalmazás eredetét és a szerzői jogokat jelzi, nem szolgál a cikkben szereplő információk forrásmegjelöléseként.